# Cerredo (ort i Spanien)
Cerredo är en ort i Spanien.   Den ligger i provinsen Province of Asturias och regionen Asturien, i den nordvästra delen av landet, 400 km nordväst om huvudstaden Madrid. Cerredo ligger 1 027 meter över havet och antalet invånare är 867.
Terrängen runt Cerredo är kuperad norrut, men söderut är den bergig. Cerredo ligger nere i en dal. Runt Cerredo är det mycket glesbefolkat, med 7 invånare per kvadratkilometer. Närmaste större samhälle är Villablino, 13,8 km öster om Cerredo. I omgivningarna runt Cerredo växer i huvudsak blandskog.